# Ирони (баскетбольный клуб, Нагария)
Баскетбольный клуб «Ирони» (ивр. עירוני נהריה‎) — профессиональный баскетбольный клуб Израиля. Основан в 1970 году как «Хапоэль» (Нагария), впервые выступил в высшем дивизионе чемпионата Израиля в сезоне 1992/1993. Вице-чемпион Израиля в сезоне 2002/2003, четвертьфиналист Кубка вызова ФИБА 2003/2004.

## История
Клуб основан в 1970 году как «Хапоэль» (Нагария). В сезоне 1992/1993 впервые выступал в высшем дивизионе чемпионата Израиля. После двух сезонов выступлений в высшей лиге команда опустилась во второй дивизион, а ещё фва года спустя в третий. В сезоне 1999/2000, в связи со спонсорским контрактом с фирмой «Штраус» название клуба было изменено на «Городской клуб Штраус» (Нагария) (ивр. עירוני שטראוס נהריה‎). В конце этого сезона команда начала новый путь наверх в иерархии израильских баскетбольных клубов, пробившись во 2-ю Национальную лигу.
В сезоне 2001/2002 клуб с большим по меркам лиги бюджетом в 1,7 млн долларов не сумел подняться в следующий дивизион, закончив год на 4-м месте, но в Кубке Израиля дошёл до четвертьфинала, уступив там иерусалимскому «Хапоэлю» одно очко по сумме двух матчей (91:79, 92:105). На следующий год команда из Нагарии снова дошла в Кубке Израиля до четвертьфинала, а в Национальной лиге заняла второе место, обеспечив себе возвращение в Суперлигу — высший эшелон израильского баскетбола.
Следующие несколько сезонов стали самыми успешными в истории команды, за которую в это время играли такие ведущие израильские баскетболисты, как Шарон Сасон, Томер Штайнхауэр и Эрез Маркович. Уже в сезоне 2002/2003 команда заняла третье место по итогам регулярного чемпионата, а в плей-офф вышла в финал, победив 3-1 в серии против «Хапоэля» (Верхняя Галилея). В финале нагарийцы всухую проиграли тель-авивскому «Маккаби» в серии до трёх побед. На следующий год клуб не проиграл ни одного матча чемпионата на своей площадке в зале спорта «Эйн-Сара», победив в том числе и чемпионов со счётом 96:92, занял третье место в регулярном сезоне, но в финальной четвёрке остался последним. В этом же сезоне «Нагария» дошла до 1/4 финала Кубка вызова ФИБА, где уступила российскому клубу «Урал-Грейт». В сезоне 2004/2005 команда относительно неудачно сыграла в чемпионате, заняв шестое место и не попав в финальную четвёрку плей-офф, но в Кубке Израиля дошла до полуфинала, а в Кубке вызова второй год подряд стала четвертьфиналистом, уступив в трёх играх БК «Киев». В сезонах 2005/2006 и 2007/2008 «Нагария» ещё дважды пробивалась в финальную четвёрку чемпионата Израиля, оба раза не сумев, однако, попасть в число призёров. В сезоне 2008/2009 клуб вывел из борьбы в Кубке Израиля тель-авивский «Маккаби», но в полуфинале проиграл «Хапоэлю» из Холона.
Заняв в сезоне 2009/2010 девятое место, «Нагария» проиграла переходную серию холонскому «Хапоэлю» и выбыла из Суперлиги. В течение нескольких лет финансовые проблемы неоднократно ставили её на грань банкротства, вынуждая включать в состав самых дешёвых игроков и постоянно бороться за выживание в Национальной лиге. Новый подъём начался в сезоне 2012/2013, когда «Нагария» дошла до полуфинала плей-офф Национальной лиги, а в следующем году стала её чемпионом. Трудности с бюджетом едва не заставили клуб отказаться от выхода в Суперлигу, но в итоге возвращение состоялось.

## Состав в сезоне 2015/2016
| №  | Игрок          | Амплуа    | Рост | Год рождения |
| -- | -------------- | --------- | ---- | ------------ |
| 5  | / Майкл Уме    | защитник  | 1,88 | 1984         |
| 6  | Амит Бир-Кац   | центровой | 2,08 | 1988         |
| 8  | Эран Асанти    | защитник  | 1,93 | 1988         |
| 9  | Нив Беркович   | защитник  | 1,90 | 1986         |
| 10 | Одед Брандвайн | защитник  | 1,79 | 1988         |
| 14 | Даниэль Тамир  | центровой | 2,06 | 1991         |
| 20 | Ричард Хауэлл  | центровой | 2,03 | 1990         |
| 22 | Дэвид Хикс     | защитник  | 1,83 | 1988         |
| 38 | Гилберт Браун  | форвард   | 1,98 | 1987         |

Главный тренер: Эрик Альфаси